# Pine Tree Flag

Pine Tree Flag

Version ohne Text und seit 1971 Marineflagge des Bundesstaates Massachusetts

Die Pine Tree Flag (auch: An Appeal to Heaven Flag) war eine der vielen Flaggen, die während der Amerikanischen Revolution von den Rebellen genutzt wurden. Sie besteht aus einer grünen Kiefer auf weißem Grund mit der Aufschrift An Appeal to Heaven („Berufung an den Himmel“). Appeal to Heaven ist hierbei eine Phrase, die vom britischen Philosophen John Locke in seinem Werk Two Treatises of Government geprägt wurde, um ein Widerstandsrecht gegenüber einer illegitimen Regierung zu rechtfertigen.
Von 1776 bis 1971 diente sie als Marineflagge des Bundesstaates Massachusetts, ehe sie durch eine Flagge ohne Text ersetzt wurde. In der jüngeren Vergangenheit erfuhr sie vermehrten Gebrauch von Libertären, Rechtsextremen und Anhängern des 2020 abgewählten US-Präsidenten Donald Trumps.

## Beschreibung und Herkunft des Zitates

Inoffizielle Flagge Neuenglands

Die Kiefer auf der weißen Flagge soll eine Weymouth-Kiefer darstellen und ist traditionell das Symbol Neuenglands, einer Region im Nordosten der Vereinigten Staaten. Das Motto An Appeal to Heaven stammt aus John Lockes Werk Two Treatises of Government. Der britische Philosoph argumentierte, dass die Menschen von Geburt an über Rechte verfügten, die von Gott gegeben wurden, und auf die sie sich immer berufen könnten (Naturrecht). Wenn eine tyrannische Regierung sie schikaniert und alle Möglichkeiten der Berufung „auf Erden“ ausgeschöpft sind, könnten sie zwar nicht „Richter in eigener Sache“ sein – also selbst urteilen, ob Machtmissbrauch vorliegt – aber ein Widerstandsrecht werde trotzdem durch eine „Berufung an den Himmel“ gerechtfertigt. Konkret schrieb er:

“And where the body of the people, or any single man, is deprived of their right, or is under the exercise of a power without right, and have no appeal on earth, then they have a liberty to appeal to heaven, whenever they judge the cause of sufficient moment. And therefore, though the people cannot be judge, so as to have, by the constitution of that society, any superior power, to determine and give effective sentence in the case; yet they have, by a law antecedent and paramount to all positive laws of men, reserved that ultimate determination to themselves which belongs to all mankind, where there lies no appeal on earth, viz. to judge, whether they have just cause to make their appeal to heaven.”

„Und wo die Gesamtheit des Volkes oder ein einzelner Mensch seines Rechtes beraubt wird oder einer unberechtigten Macht unterworfen ist und auf Erden keinen Rechtsbehelf hat, da steht es ihnen frei, sich an den Himmel zu wenden, wenn sie die Sache für wichtig genug halten. Wenn also das Volk nicht Richter sein kann, so dass es nach der Verfassung dieser Gesellschaft keine höhere Macht hat, den Fall zu entscheiden und ein wirksames Urteil zu fällen, so hat es sich doch durch ein Gesetz, das allen positiven Gesetzen der Menschen vorausgeht und übergeordnet ist, jene letzte Entscheidung vorbehalten, die allen Menschen zusteht, wenn es keine Berufung auf Erden gibt, nämlich zu entscheiden, ob sie einen gerechten Grund haben, ihre Berufung an den Himmel zu richten.“

John Lockes politische Theorie war eine der wichtigsten Legitiomationsgrundlagen für die Rebellion gegen die britische Krone und beeinflusste den Wortlaut der Unabhängigkeitserklärung der Vereinigten Staaten.

## Geschichte

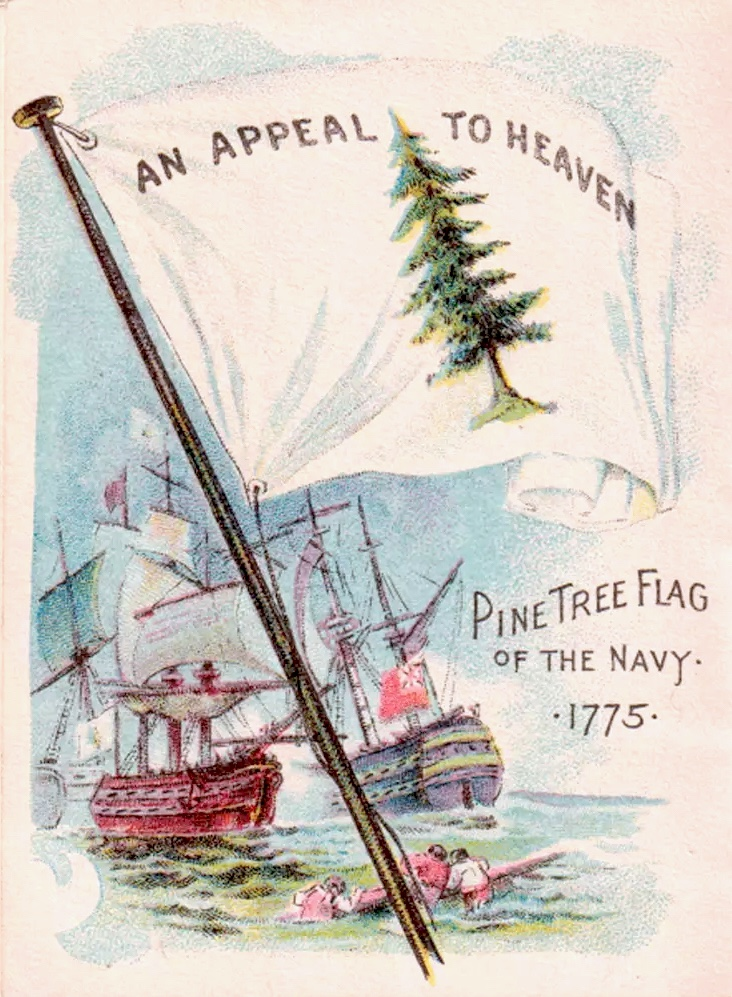
Pine Tree Flag von Washingtons Schiffen gehisst, Darstellung aus 1898

Der Originalentwurf geht auf Joseph Reed zurück, der in einem Brief vom 20. Oktober 1775 von Joseph Reed vorschlug, dass diese Flagge auf den Schiffen von George Washington gehisst werden sollte. Die sechs Schiffe, die nachweislich diese Flaggen hissten, waren die USS Hancock, USS Lee, USS Franklin, USS Harrison, USS Lynch und USS Warren. Ein Jahr darauf, 1776, entschied sich Massachusetts, diese Flagge fortan als Marineflagge zu nutzen. Schon früh gewann die Flagge eine ähnlich große Popularität wie die Gadsden flag und möglicherweise diente sie neben dem Freiheitsbaum in Boston als Vorbild für weitere spätere gepflanzte Freiheitsbäume.
In den jüngeren Jahren erhielt die Flagge eine zunehmende Assoziation mit dem Libertarismus, aber auch mit dem Rechtsextremismus und Anhängern Donald Trumps, die das Ergebnis der Präsidentschaftswahl 2020 nicht anerkennen. Aus diesem Grund wurde eine Flagge, die seit 1968 vor dem Rathaus der Stadt San Francisco hing, 2024 heruntergenommen. Beim Sturm auf das Kapitol in Washington 2021 sollen mehrere Anhänger mit der Flagge gesichtet worden sein. Besonders Samuel Alito, ein Richter des Obersten Gerichtshofes geriet mehrfach in Kritik, als 2021 und 2024 in seinem Haus diese Flagge wehte, was viele Menschen als politische Stellungnahme interpretierten.